# Archie (vyhledávač)
Archie je nástroj pro indexování FTP archívů umožňující najít určité soubory. Je považován za první internetový vyhledávač. Originální implementace byla napsána roku 1990 Alanem Emtagem a Petrem J. Deutschem. Poté na něm pracovali postgraduální studenti z McGill University v Montreálu a Bill Heelan, který studoval na Concordia University a zároveň pracoval na McGill University.

## Historie a název
Služba Archie začala jako projekt studentů a dobrovolných pracovníků McGill University School of Computer Science v roce 1987, když byli požádání Deutsch, Emtage a Heelan, aby propojili School of Computer Science k Internetu. První verze programu, napsaná Alanem Emtagem, umožňovala pravidelně kontaktovat list FTP archívů (zkontaktování se provádělo zhruba jednou za měsíc, aby nedocházelo k plýtvání zdroji na vzdálených serverech) a vyžádat si výpis těchto archívů. Tyto výpisy byly uloženy v lokálních souborech, ve kterých se poté vyhledávalo pomocí Unixového příkazu grep.
Bill Heelan a Petr Deutsch napsali skript, umožňující se lidem přihlásit a vyhledávat v nasbíraných informacích za pomocí telnet protokolu na adrese „archie.mcgill.ca“ (132.206.2.3). Později byl vyvinut lepší front-end a back-end. Z lokálního nástroje se stal nástroj používaný napříč celou sítí. Stal se populární službou dostupnou na několika stránkách v Internetu. Nasbíraná data byla vyměňována mezi sousedními Archie servery. K serverům bylo možné přistoupit několika způsoby. Za pomocí lokálního klienta (jakým je třeba archie nebo xarche), připojením přímo pomocí telnetu, nebo posíláním dotazů pomocí elektronické pošty a později také pomocí World Wide Web rozhraní.
V roce 1992 Emtage společně s Petrem Deutschem a finanční podporou McGill University založili Bunyip Information Systems, světově první společnost založená čistě na poskytování internetových informačních služeb s komerční verzí internetového vyhledávače Archie, používaného milionem lidí po celém světě. Zanedlouho se do společnosti Bunyip připojil také Bill Heelan, kde společně s Bibi Ali a Sandrem Mazzucato byli součástí takzvané Archie Group. Tato skupina významně vylepšila databázi archie a indexované webové stránky. Práce na vyhledávacím enginu přestala na konci 90. let.
Název je odvozen od anglického slova „archive“ bez písmena v. Alan Emtage se vyjádřil, že název nemá spojitost s komiksem Archie, a že jím pohrdá. Navzdory tomu se první internetové vyhledávače jako Jughead a Veronica pojmenovali po postavách z komiksu. Anarchie, jeden z prvních grafických ftp klientů, byl pojmenován po schopnosti provádět Archie vyhledávání.
Jako historický odkaz je Archie server stále funkční a spuštěný na Varšavské univerzitě v Polsku.